# 알렉스 로더
알렉스 로더(Alex Lawther, 1995년 5월 4일 ~ )는 잉글랜드의 배우이다. 채널 4 드라마 《빌어먹을 세상 따위》의 제임스 역으로 잘 알려졌다.

## 출연 작품

### 영화
- 이미테이션 게임 (2014) - 어린 앨런 튜링 역
- 네이든 (2014) - 아이작 쿠퍼 역
- 프릭 쇼 (2017) - 빌리 블룸 역
- 굿바이 크리스토퍼 로빈 (2017) - 크리스토퍼 로빈 밀네 역
- 9명의 번역가 (2019) - 알렉스 굿맨 역
- 프렌치 디스패치 (2021) - 모리조 역
- 라스트 듀얼: 최후의 결투 (2021) - 샤를 6세 역

### 텔레비전
- 블랙 미러 (2016) - 에피소드 "Shut Up and Dance"
- 빌어먹을 세상 따위 (2017-19) - 제임스 역
- 하워즈 엔드 (2017) - 티비 역
- 에이리언: 어스 (2025) - 허미트 역